# 1880 no desporto

## Eventos

### Futebol
- Fundação do Aarhus Gymnastik Forening, da Dinamarca.
- Fundação do Preston North End Football Club, da Inglaterra.

## Nascimentos
| Data            | Nome              | Profissão                 | Nacionalidade  | Observações | Ref   |
| --------------- | ----------------- | ------------------------- | -------------- | ----------- | ----- |
| 22 de fevereiro | Eric Lemming      | atleta, lançador de dardo | Suécia         | m. 1930     | [ 1 ] |
| 2 de julho      | Herbert Haresnape | nadador                   | Reino Unido    | m. 1962     | [ 2 ] |
| 14 de setembro  | Archie Hahn       | atleta                    | Estados Unidos | m. 1955     | [ 3 ] |

## Mortes
| Data | Nome | Profissão | Nacionalidade | Observações | Ref |
| ---- | ---- | --------- | ------------- | ----------- | --- |